# Elecciones generales de la República Checa

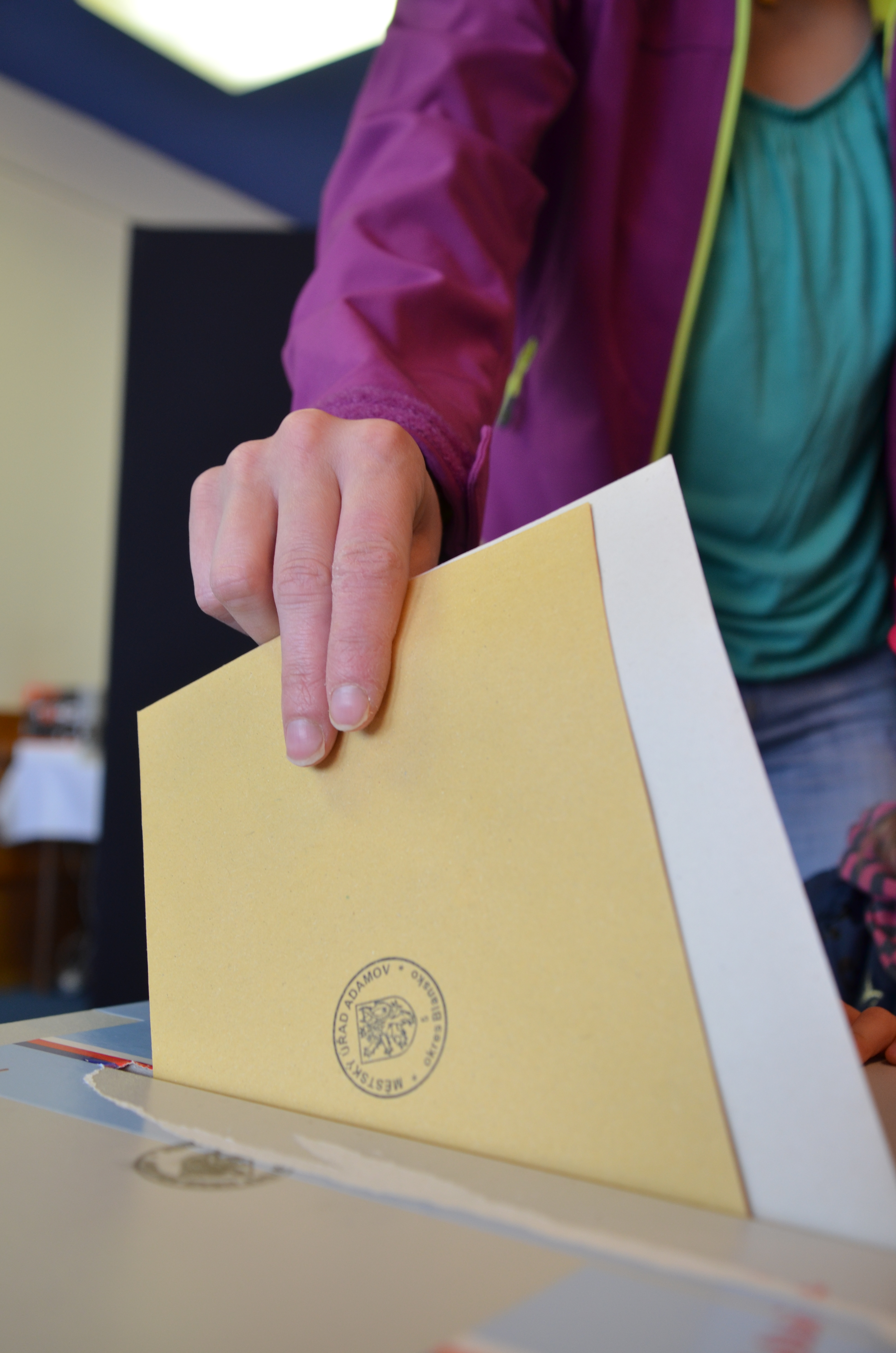
Ciudadano/a checo/a ejerciendo su voto en las elecciones generales de la República Checa

Las elecciones generales de la República Checa son las elecciones democráticas que se realizan cada cuatro años en este país, con el fin de elegir los representantes del parlamento.
| 2006                                                          |       |         |
| Partido                                                       | %     | Escaños |
| Partido Socialdemócrata Checo                                 | 32,3  | 74      |
| Partido Democrático Cívico                                    | 35,8  | 81      |
| Partido Comunista de Bohemia y Moravia                        | 12,81 | 26      |
| Unión Cristiana y Democrática – Unión Libre-Unión Democrática | 7,2   | 13      |
| Los Verdes de la República Checa                              | 6,2   | 6       |

| 2002                                                          |      |         |
| Partido                                                       | %    | Escaños |
| Partido Socialdemócrata Checo                                 | 30.2 | 70      |
| Partido Democrático Cívico                                    | 24.5 | 58      |
| Partido Comunista de Bohemia y Moravia                        | 18.5 | 41      |
| Unión Cristiana y Democrática – Unión Libre-Unión Democrática | 14.3 | 31      |

| 1998                                   |      |         |
| Partido                                | %    | Escaños |
| Partido Socialdemócrata Checo          | 32.3 | 74      |
| Partido Democrático Cívico             | 27.7 | 63      |
| Partido Comunista de Bohemia y Moravia | 11.0 | 24      |
| Unión Cristiana y Democrática          | 9.0  | 20      |
| Unión Libre-Unión Democrática          | 8.6  | 19      |

- Wikimedia Commons alberga una categoría multimedia sobre Elecciones generales de la República Checa.

- Datos: Q4115021
- Multimedia: Elections in the Czech Republic / Q4115021